# Carrikerella empusa
Carrikerella empusa es una especie de mantis de la familia Thespidae.

## Distribución geográfica
Se encuentra en Costa Rica.